# Sequía en Chile de 1998-1999
Entre 1998 y 1999, Chile enfrentó una sequía en gran parte de su territorio nacional. Ello provocó una crisis en la generación de energía eléctrica, debido a que ésta depende en gran parte de las centrales hidroeléctricas ubicadas en embalses del centro y sur del país, lo que implicó la aplicación de políticas de racionamiento en el suministro de energía entre noviembre de 1998 y agosto de 1999.

## Antecedentes
Durante la década de 1990, el país ya había enfrentado dos sequías, la primera en 1990-1991 y la segunda en 1996, la que implicó una emergencia agrícola en las regiones del Norte Chico y centro del país. Sin embargo, ninguna de éstas fue tan grande como la que se iniciaría en 1998, la que hasta el momento sólo sería comparada con la que aconteció entre 1967 y 1969, conocida como La gran sequía de 1968.
Entre noviembre de 1997 y abril de 1998, la costa Pacífico de Sudamérica fue afectada por el fenómeno de El Niño, que causó grandes inundaciones en la zona central de Chile, e inusitadas lluvias en las regiones de Antofagasta y Atacama, caracterizadas por un clima seco. Entre 1999 y 2000 se vivió el fenómeno inverso, La Niña, sin embargo La Niña no fue el factor que dio origen a la sequía chilena, puesto que esta última comenzó en mayo de 1998, antes de que La Niña comenzara a manifestarse, aunque sí contribuyó a volver más crítica la situación en comparación a sequías anteriores, que habían logrado atenuarse gracias a temporales de lluvia.

## Crisis energética
A pesar de las inversiones realizadas en la construcción de centrales termoeléctricas durante la década de 1990, en 1998 Chile continuaba dependiendo en gran parte de la energía hidroeléctrica, que aportaba cerca del 60% de la capacidad del Sistema Interconectado Central (SIC). La generación de energía en el país dependía en gran parte de los caudales de agua anuales, puesto que, con excepción del lago Laja, las centrales hidroeléctricas chilenas no tienen capacidad de embalse interanual. La sequía provocó una importante baja en los embalses desde mediados de 1998, afectando con ello las reservas de energía eléctrica.
La crisis llevó a que se programara el racionamiento del suministro durante noviembre de 1998, sin embargo el sistema siguió siendo vulnerable, por lo que hubo una serie de fallas en la transmisión de electricidad durante enero y febrero de 1999. En febrero el Gobierno acordó con las empresas eléctricas efectuar bajas de voltaje en gran parte del SIC, y el 30 de marzo se programaron nuevos cortes, los que se extendieron por todo abril.
El déficit de energía se vio profundizado por una falla en la Central Termoeléctrica Nehuenco, propiedad de Colbún S.A., que debía entrar en funcionamiento en noviembre de 1998, lo que sólo se logró en mayo de 1999. Sin embargo, esta volvió a fallar el 9 de junio. Si Nehuenco hubiese funcionado desde la fecha inicialmente programada, la crisis no habría sido tan extensa, estimándose reducida de 81 a 26 días.
Finalmente, el 12 de junio de 1999 fue publicado en el Diario Oficial de la República de Chile el decreto de racionamiento eléctrico emitido por el Ministerio de Economía, que rigió desde dicha fecha y hasta el 31 de agosto de 1999.

## Consecuencias
La crisis dejó al descubierto las falencias de la regulación del mercado eléctrico, particularmente de la Ley General de Servicios Eléctricos promulgada en 1982. En 1999 se realizó una importante reforma a dicho cuerpo legal, eliminando la sequía como una causal de fuerza mayor o caso fortuito, lo que implicó que las empresas eléctricas debían responder por cualquier perjuicio provocado por los cortes de energía, incluso si las fallas eran producto de una sequía.

Para los efectos de este artículo, las situaciones de sequía o las fallas de centrales eléctricas que originen un déficit de generación eléctrica que determine la dictación de un decreto de racionamiento, en ningún caso podrán ser calificadas como fuerza mayor o caso fortuito.
Artículo 163 inciso 4º de la Ley General de Servicios Eléctricos (DFL 4/20018).

En el plano político, la crisis energética significó un duro golpe al gobierno de Eduardo Frei Ruiz-Tagle, cuyo mandato terminó en marzo de 2000, lo que se sumó a la crisis financiera asiática iniciada en 1997 y al precio del cobre más bajo desde la década de 1930. El gobierno de Frei intentó evitar el racionamiento, que había sido recomendado por la Comisión Nacional de Energía (CNE) en septiembre de 1998, dado sus altos costos políticos. Esa discrepancia entre el ministro presidente de la CNE Óscar Landerretche (cargo equivalente al actual ministro de Energía) y la secretaria ejecutiva de la CNE, María Isabel González, significó la salida del cargo de esta última en marzo de 1999. La crisis dio pie para que se avanzara en la interconexión con Argentina para el transporte de gas natural, hecho que rebajaría fuertemente los costos.